# Katherine Freese
Katherine Freese (Friburgo, 8 febbraio 1957) è un'astronoma e fisica statunitense, nota per il suo lavoro nel campo della cosmologia fisica e dello studio della materia oscura e dell'energia oscura. È professoressa di fisica presso l'Università del Texas ad Austin, dopo aver insegnato all'Università del Michigan e al Nordic Institute for Theoretical Physics (Nordita) dell'Università di Stoccolma.

## Biografia
Nata nel febbraio 1957 a Friburgo, nel Baden-Württemberg, in Germania, da Ernst Freese ed Elisabeth Bautz Freese, all'età di nove mesi emigrò con la famiglia negli Stati Uniti.
Suo fratello Andrew Freese, deceduto, diventò capo di neurochirurgia al Brandywine Hospital ed eseguì il primo intervento chirurgico per la terapia genica sugli esseri umani. Suo zio Ekkehard Bautz era un biologo molecolare e preside dell'Istituto di Genetica Molecolare dell'Università di Heidelberg. Sua cugina Anja Freese, attrice tedesca, risiede a Los Angeles.

## Carriera
Ha conseguito la laurea presso l'Università di Princeton, una delle prime donne a laurearsi in fisica in quell'università.  Quindi ha ottenuto il master presso la Columbia University e il dottorato di ricerca presso l'Università di Chicago sotto la guida del consulente David Schramm. Dopo borse di studio post-dottorato presso l'Università di Harvard, il Kavli Institute for Theoretical Physics all'Università della California, prima a Santa Barbara e poi a Berkeley, è diventata assistente professore al Massachusetts Institute of Technology (MIT). Si è trasferita all'Università del Michigan ad Ann Arbor, dove è stata professoressa di fisica George E. Uhlenbeck. Dal 2007 al 2014 è stata direttore associato del Michigan Center for Theoretical Physics. Nel settembre 2014 ha assunto la carica di direttore di Nordita, l'Istituto Nordico di Fisica Teorica, a Stoccolma, e ha ricoperto il ruolo di visiting professor di fisica presso l'Università di Stoccolma. Nel 2019, Freese si è trasferita all'Università del Texas ad Austin, dove detiene la cattedra Jeff e Gail Kodosky in Fisica.

## La ricerca
Freese ha contribuito alle prime ricerche sulla materia oscura e sull'energia oscura e una delle prime a proporre modi per la scoperta. La sua idea di rilevamento indiretto nella Terra è stata perseguita dall'esperimento IceCube Neutrino Observatory e il "vento" di particelle di materia oscura percepito mentre la Terra orbita intorno alla Via Lattea (in collaborazione con David Spergel). Il suo lavoro ha escluso definitivamente la materia oscura MACHO (Massive compact halo object) a favore delle WIMP (particelle massicce debolmente interagenti). Ha proposto un modello noto come "espansione cardassiana", in cui l'energia oscura viene sostituita con una modifica delle equazioni di Einstein. Ha proposto anche un nuovo tipo teorico di stella, chiamata stella oscura, alimentata dall'annichilazione della materia oscura piuttosto che dalla fusione.
Freese ha anche lavorato sugli inizi dell'universo, inclusa la ricerca di una teoria inflazionaria di successo per dare il via al Big Bang. Il suo modello di inflazione naturale è una variante teoricamente ben motivata dell'inflazione; utilizza particelle di tipo assionico per fornire i potenziali piatti necessari per guidare l'espansione. Nel 2013, le osservazioni effettuate dal satellite Planck dell'Agenzia spaziale europea mostrano che il quadro dell'inflazione naturale corrisponde ai dati. Questo è ora fortemente sfavorito dai più recenti dati Planck 2018 e BICEP2/Keck. Ha studiato inoltre il destino ultimo dell'universo, compreso il destino della vita nell'universo.
Freese ha fatto parte del consiglio di amministrazione del Kavli Institute for Theoretical Physics di Santa Barbara e del consiglio di amministrazione dell'Aspen Center for Physics. Dal 2008 al 2012 è stata consigliere e membro del comitato esecutivo dell'American Physical Society e dal 2005 al 2008 è stata membro dell'Astronomy and Astrophysics Advisory Committee (AAAC). Fa parte del consiglio di amministrazione dell'Oskar Klein Centre for Cosmoparticle Physics di Stoccolma.

## Vita privata
Dal suo matrimonio decennale con Fred Adams ha avuto un figlio, Douglas Quincy Adams.

## Premi e riconoscimenti
- 2002 - Eletta membro dell'American Physical Society
- 2012 - Borsa di studio della Simons Foundation in Fisica Teorica.[13]
- 2012 - Dottorato honoris causa dall'Università di Stoccolma.[14]
- 2019 - Premio Julius Edgar Lilienfeld dall'American Physical Society "Per la ricerca innovativa all'interfaccia tra cosmologia e fisica delle particelle e per i suoi instancabili sforzi per comunicare l'entusiasmo della fisica al grande pubblico".
- 2020 - Eletta membro dell'Accademia Nazionale delle Scienze.[15][16]
- 2021 - Premio Alumni Professional Achievement Award dell'Università di Chicago.

## The Cosmic Cocktail
Freese ha scritto una recensione per il grande pubblico sulla materia oscura e l'energia in relazione alle recenti ricerche in cosmologia e fisica delle particelle, intitolata The Cosmic Cocktail: Three Parts Dark Matter (Science Essentials, 2014, ISBN 0691153353). Il libro è in parte autobiografico. Copre i contributi di Fritz Zwicky, ad esempio, che è stato recentemente descritto come "l'astronomo più importante di cui non avete mai sentito parlare" e "il padre della materia oscura" in Cosmos: A Spacetime Odyssey. 
Freese è apparsa nelle stagioni 3 e 5 di Through the Wormhole con Morgan Freeman.